# Джардинелло
Джардинелло (итал. Giardinello) — коммуна в Италии, располагается в регионе Сицилия, подчиняется административному центру Палермо.
Население составляет 1891 человек, плотность населения составляет 158 чел./км². Занимает площадь 12 км². Почтовый индекс — 90040. Телефонный код — 091.
В коммуне особо почитаем Крест Господень, празднование 10 августа.